# Халглар-Достлугу (станція метро)
40°23′51″ пн. ш. 49°57′09″ сх. д. / 40.39750° пн. ш. 49.95250° сх. д.
«Халглар достлугу» (азерб. Xalqlar Dostluğu) — станція першої лінії Бакинського метрополітену, розташована між станціями «Нефтчиляр» і «Ахмедли».
Станція відкрита в одній черзі з сусідньою станцією «Ахмедли» 28 квітня 1989 року.